# Mikhaïl Possokhine
Mikhaïl Vassilievitch Possokhine (en russe : Михаи́л Васи́льевич Посо́хин, né le 13 décembre 1910 à Tomsk et mort le 22 janvier 1989 à Moscou est un architecte soviétique, membre de l'Académie des Beaux-Arts d'URSS, l'un des grands concepteurs de l'architecture stalinienne notamment à Moscou. Il était également député du 6e, 7e et 8e Soviet suprême de l'Union soviétique.

## Biographie
Élève d'Alexeï Chtchoussev, Mikhaïl Possokhine sort diplômé de l'Institut d'architecture de Moscou (ru) en 1938. Il reçoit en 1949, le prix Staline de IIe classe pour la conception d'un des tout premiers gratte-ciel d'habitation de Moscou, place Koudrinskaïa (jusqu'en 1992 place Vosstania) dans l'arrondissement de la Presnia. À la fin des années 1950, il fut parmi les premiers à adopter la construction à partir d'éléments préfabriqués en béton, dont il a fait usage notamment lors de la création de la rue Kuusinen (jusqu'en 1964 rue Khorochiovskaïa) sur l'ancien champ de Khodynka. Il se trouve en tête de l'ambitieux projet de construction de la Nouvelle rue Arbat qui débute en 1953, auquel on sacrifie tout un quartier historique comportant les constructions certes disparates et même insalubres, mais pittoresques et chers à plusieurs générations de moscovites chez qui le nouvel aménagement urbanistique suscite un rejet. L'écrivain Youri Naguibine qualifiera notamment ses grandes tours espacées contrastants avec le paysage des alentours de "dentier de Moscou",. De ce fait cette contribution au développement architectural de la ville reste assez contestée,,.
Possokhine devient l’architecte en chef de Moscou en 1960 et restera à ce poste jusqu'en 1982. Il rejoint les rangs du PCUS en 1961. On lui attribue le prix Lenine pour le projet du palais d'État du Kremlin en 1962. Son pavillon Moscou conçu pour l'Exposition universelle de 1967 de Montréal, sera reconstruit sur le territoire du Centre panrusse des expositions. Pour l'Exposition universelle de 1970 se déroulant au Japon, il élève le pavillon de l'Union soviétique jusqu'à 110 mètres de haut et lui confère la forme de drapeau. Couvert de panneaux métalliques rouges et surplombé de faucille et marteau l'édifice domine l'exposition. L'un de ses importants projets fut la construction du siège du ministère de la Défense, rue Znamenka dans le district administratif central de la capitale en 1979-1987. Son projet d’aménagement de la partie sud de Troparevo-Nikoulino lui apporte le prix d'État de l'URSS en 1980. Il signe aussi le projet de la Olimpiisky Indoor Arena inaugurée en 1980 et celui de l'ambassade de Russie aux États-Unis dont la construction s'étale entre 1979 et 1985,.
Mort à Moscou, Mikhaïl Possokhine est enterré au cimetière Vagankovo. Son fils Mikhaïl Mikhaïlovitch Possokhine est également architecte.

## Galerie

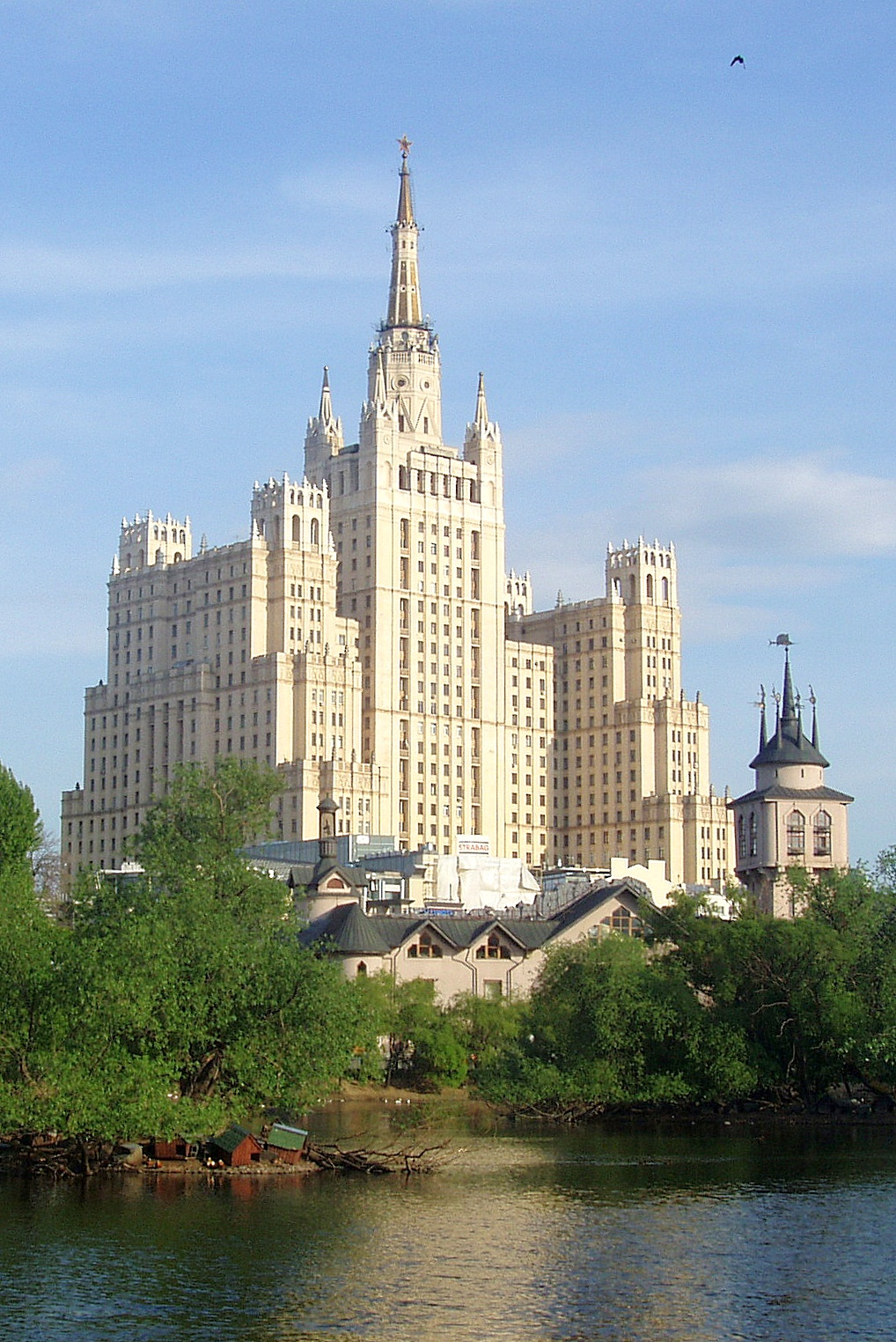
Gratte-ciel place Koudrinskaïa (1949)
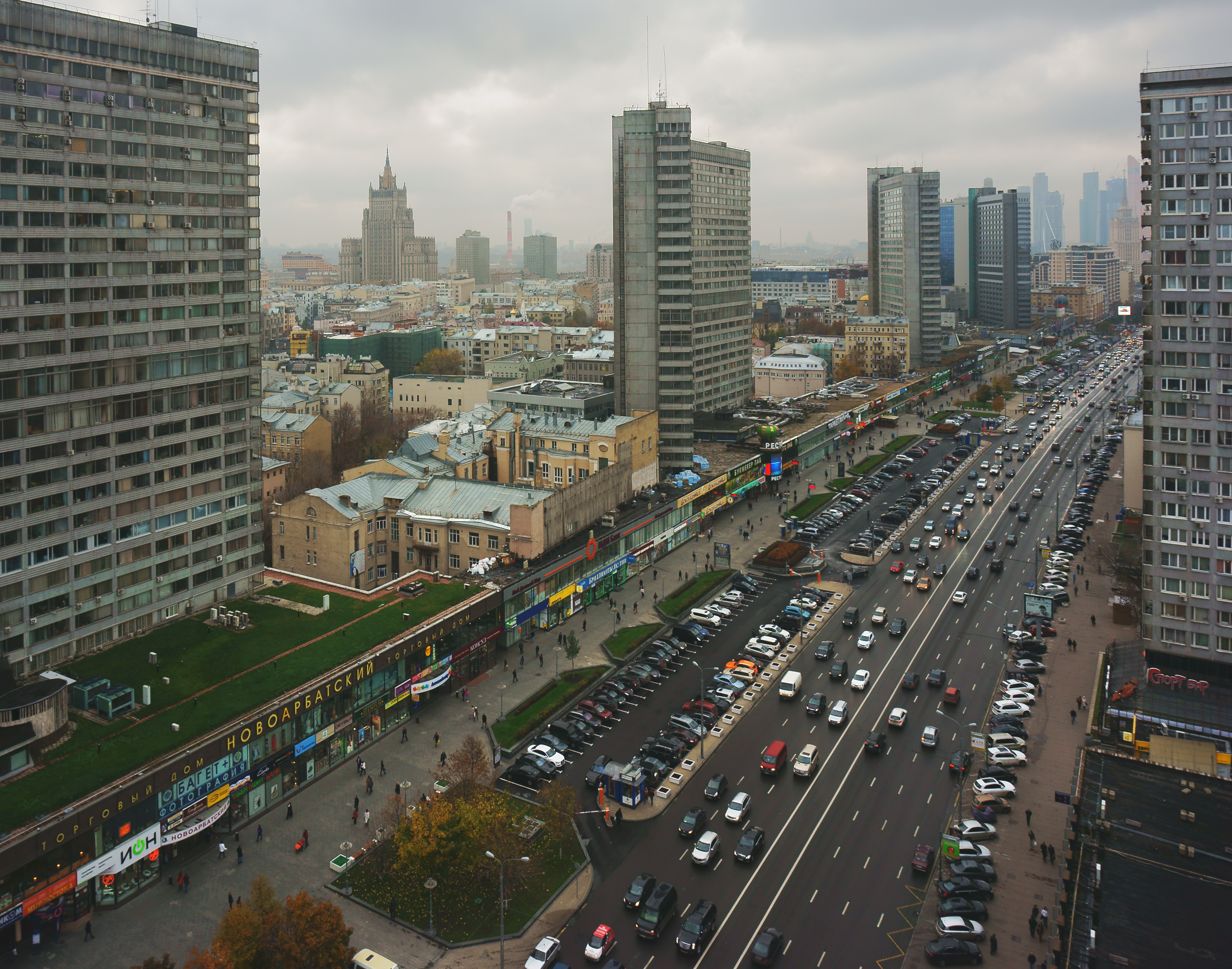
Nouvelle rue Arbat (1964-1969)
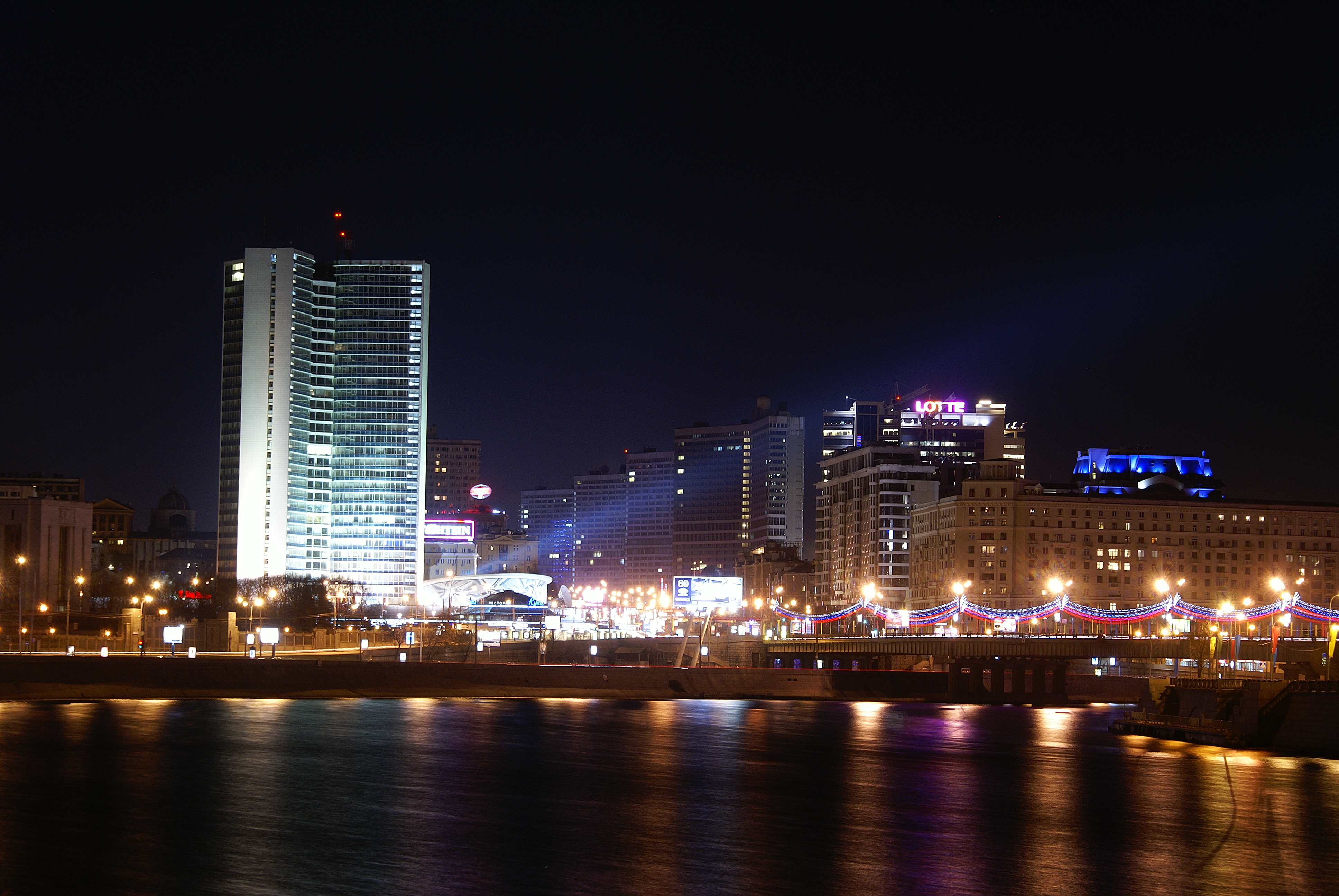
Moscow City Hall (1969)
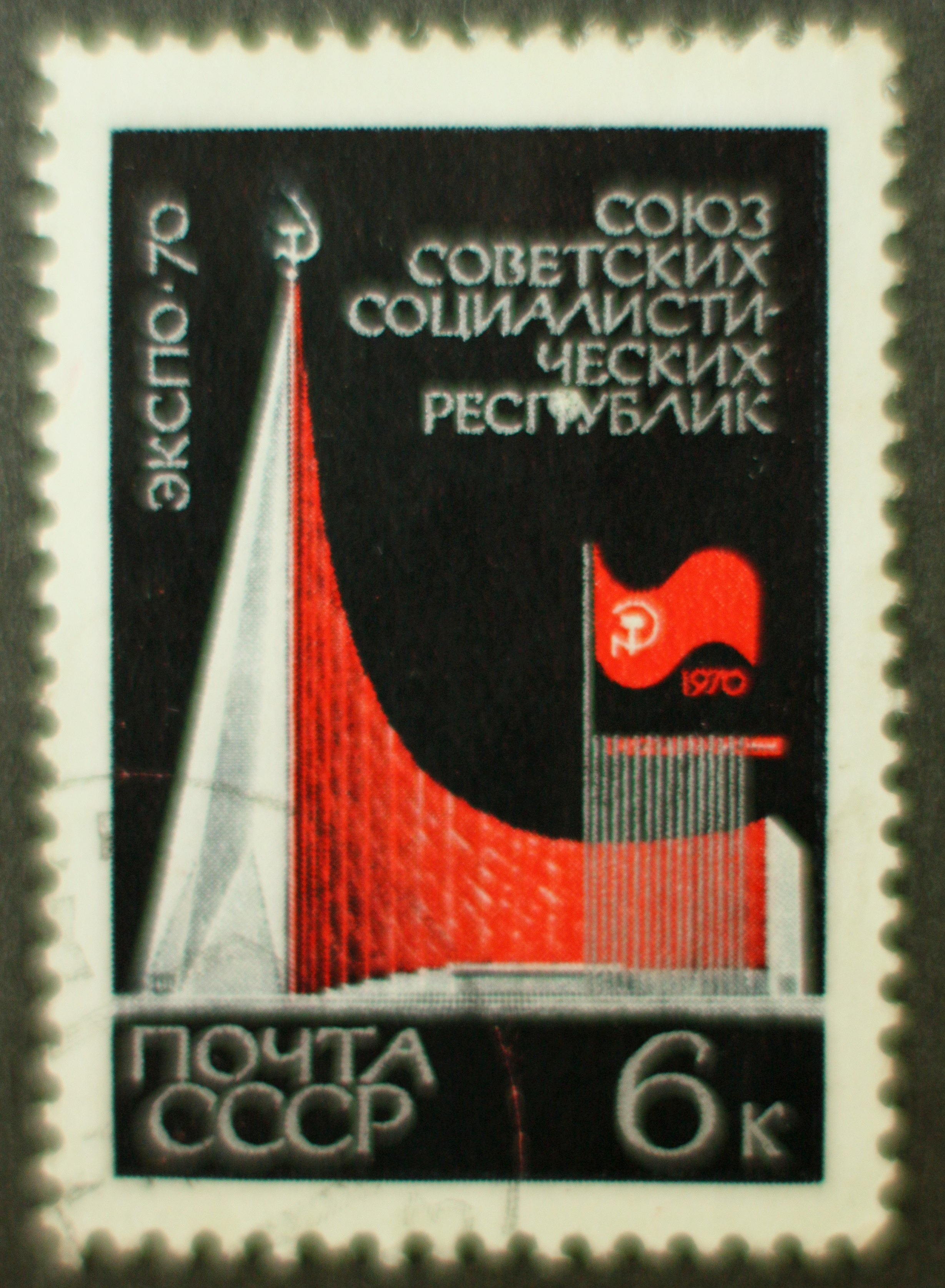
Pavillon d'URSS à l'Exposition universelle de 1970 (1970
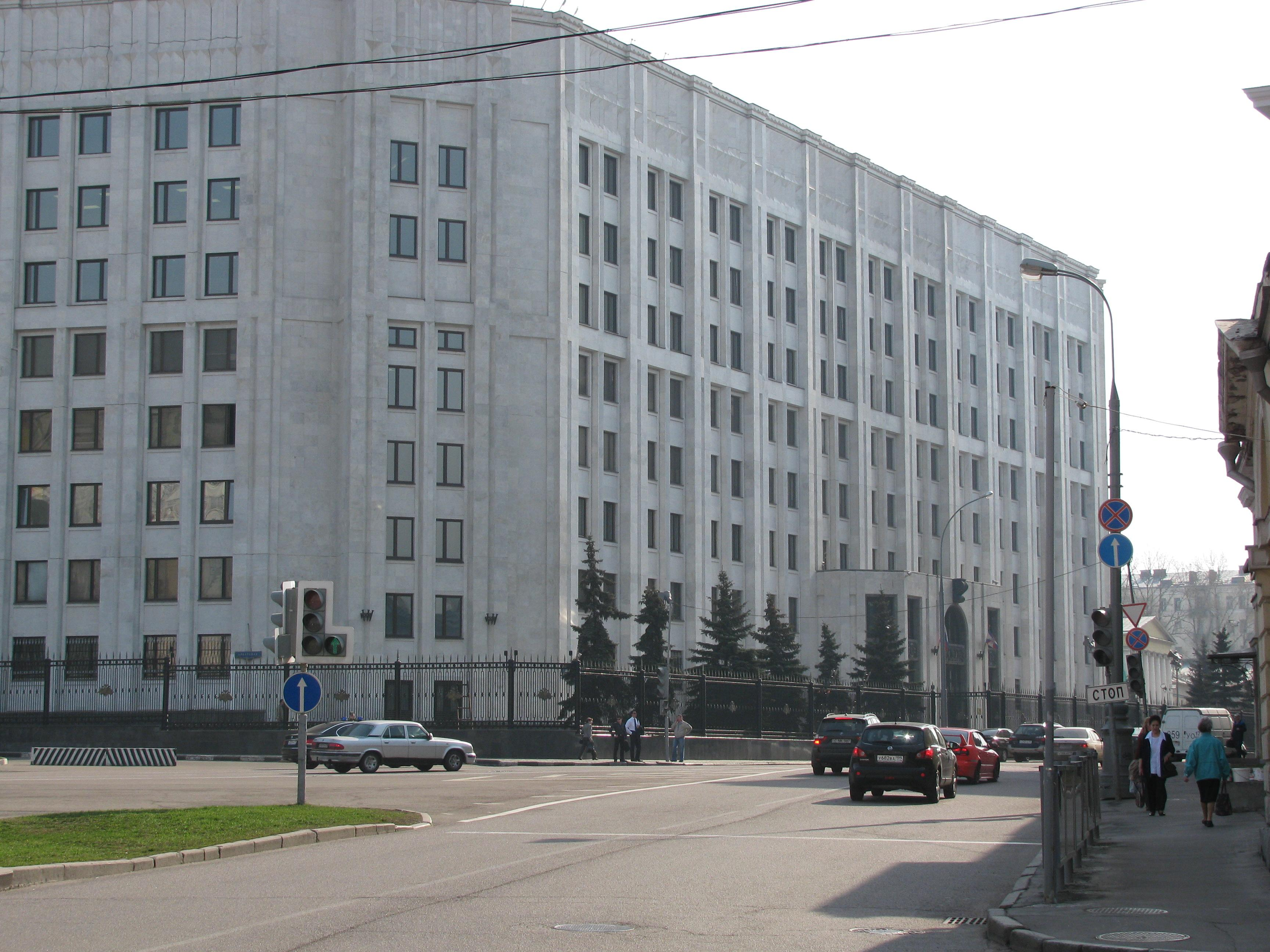
Siège du ministère de la Défense à Moscou (1978)
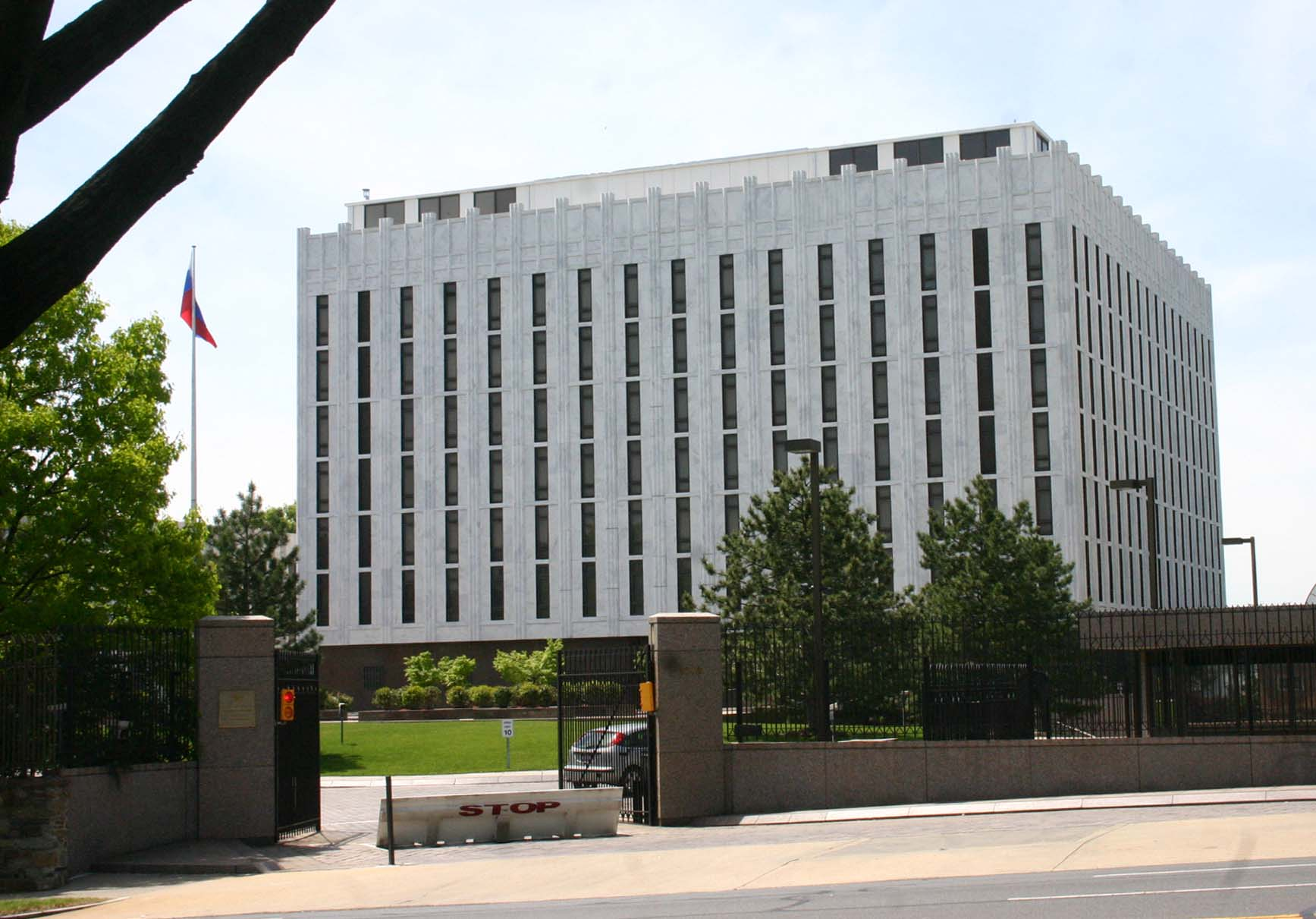
Ambassade de Russie aux États-Unis (1979-1985)
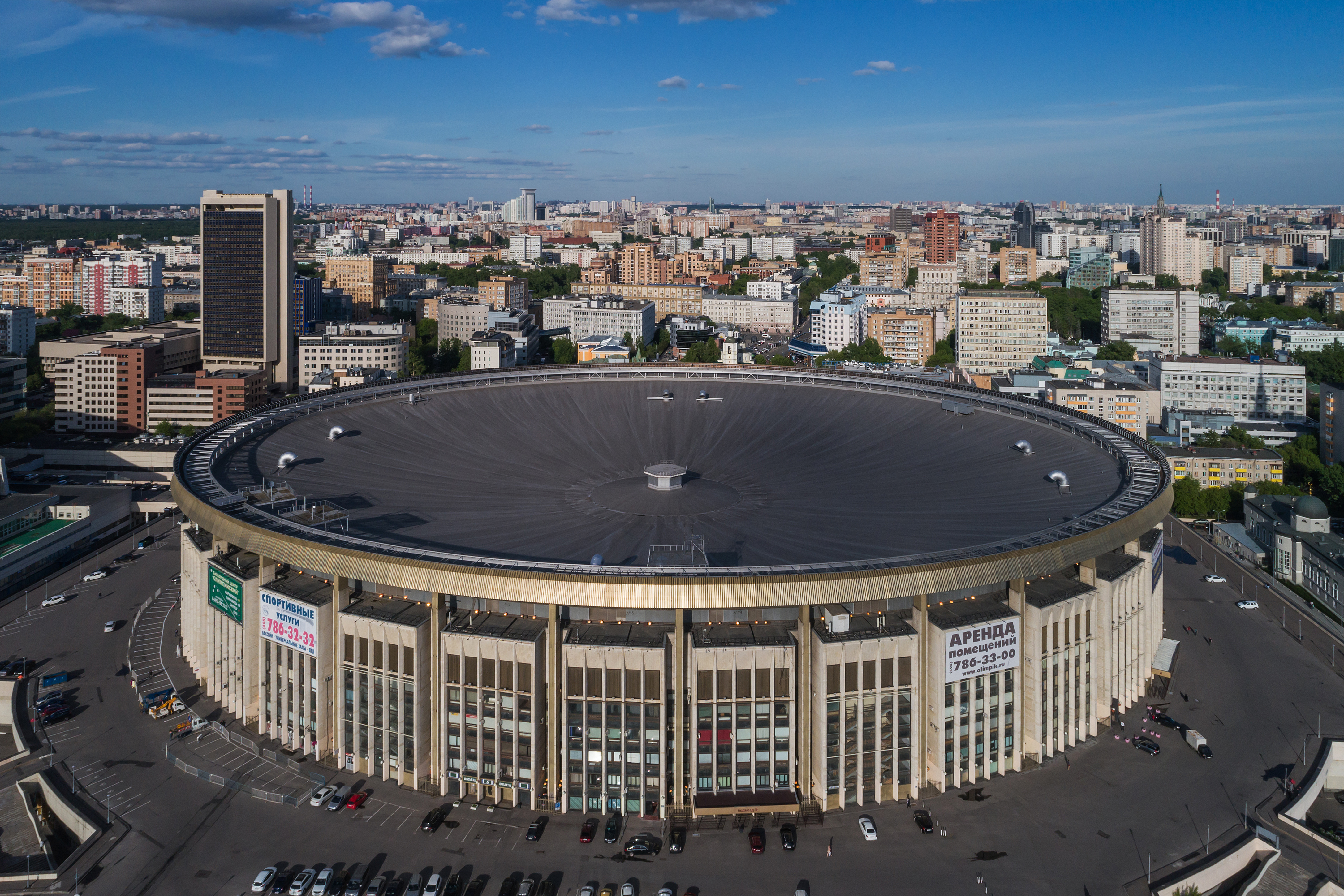
Olimpiisky Indoor Arena (1980)
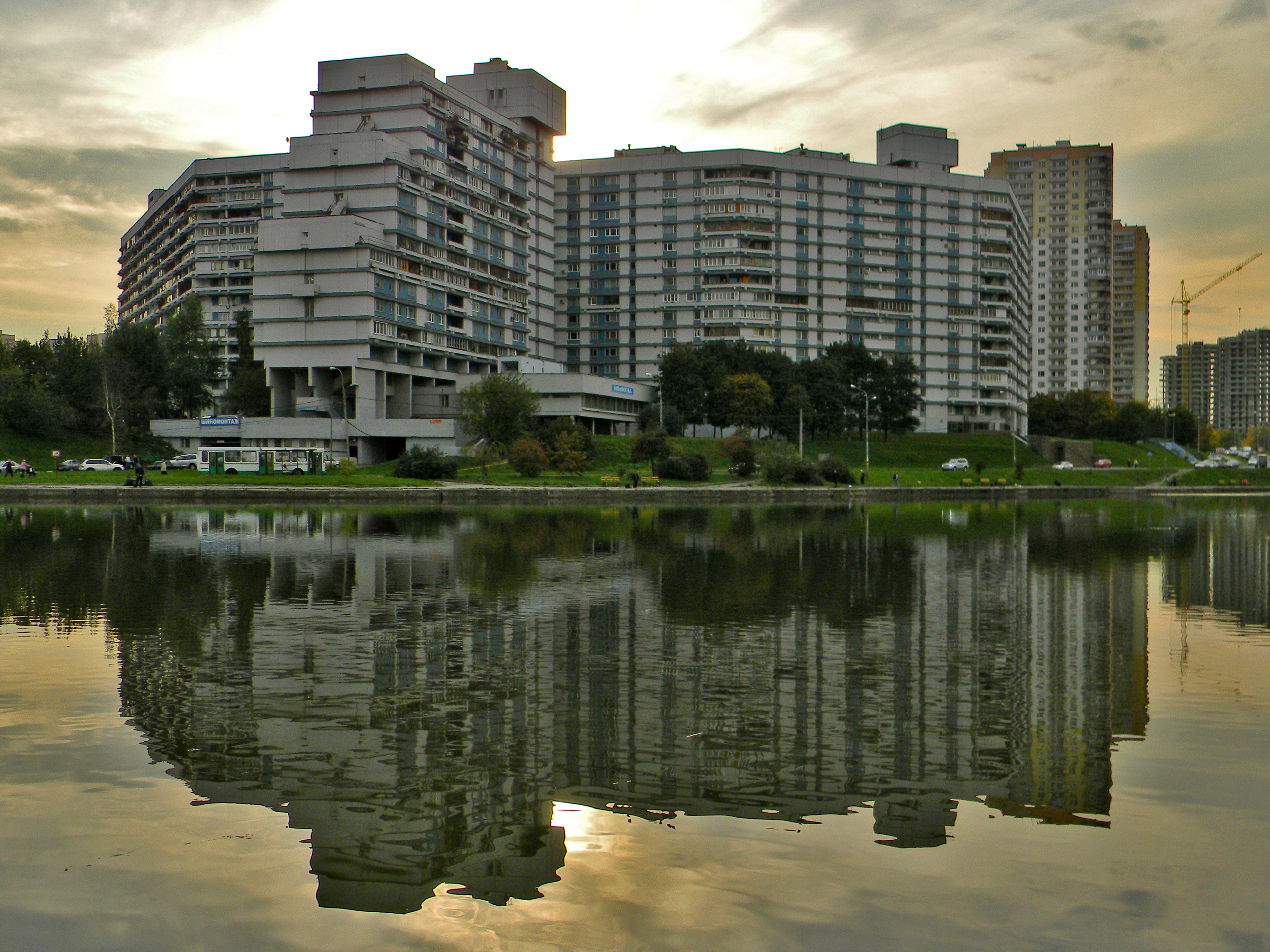
Complexe d'habitations de Tchertanovo Severnoïe (1980)